# Rogelio Franco Castán
Rogelio Franco Castán (Tuxpan, Veracruz, México, 19 de noviembre de 1975) es un abogado y político mexicano afiliado al Partido de la Revolución Democrática.

## Trayectoria
Es licenciado en Derecho por la Universidad Veracruzana.
En 2003 fue diputado federal de la Cámara de Diputados de México en la LIX Legislatura del Congreso de la Unión de México por el principio de representación proporcional.
Presidente del Partido de la Revolución Democrática en Veracruz en dos ocasiones. La primera de 2005 a 2008 y la segunda de 2014 a 2016.
Fue diputado local en el Congreso del Estado de Veracruz de 2010 a 2013 por Representación Proporcional en la LXII Legislatura estatal.
Fungió como Secretario de Gobierno de Veracruz con el Gobernador Miguel Ángel Yunes Linares desde el 1 de diciembre de 2016 hasta el 30 de noviembre de 2018.
Desde diciembre de 2021 fue vinculado a proceso judicial por diversos cargos.
Fue liberado el día 19 de mayo de 2023 al presentar un amparo.